# Monotype Imaging
Monotype Imaging (англ. Monotype Imaging Holdings, NASDAQ: TYPE) — північноамериканська корпорація, розташована в місті Вуберн, Массачусетс, що спеціалізується в галузі верстки і дизайну гарнітур (словолитня), а також текстових і графічних рішень для використання в сфері споживчої електроніки. Холдинг Monotype є власником Monotype Imaging Inc., Linotype, International Typeface Corporation і багатьох інших компаній. Корпорація Monotype, її попередники і підрозділи зробили значний внесок в галузі розвитку технології друку. Результатом їхньої роботи стали машини Монотип, яка була першою в світі автоматичною машиною з набору текстів, і Лінотип, а також безліч друкарських гарнітур в XIX і XX століттях. Підрозділи Monotype Imaging є правовласниками безлічі популярних шрифтів, включно з Helvetica, Franklin Gothic, ITC Avant Garde, Optima і Times New Roman.
13 квітня 2022 року компанія заблокувала доступ до бібліотек шрифтів клієнтам з Росії.